# L'Wren Scott
Pour les articles homonymes, voir Scott.
L'Wren Scott, née le 28 avril 1964 à Salt Lake City (Utah), baptisée lors de son adoption du nom de Luann Bambrough, et morte le 17 mars 2014 à New York, est une top model américaine, créatrice de mode et qui était, depuis 2001, la compagne de Mick Jagger, le chanteur des Rolling Stones.

## Biographie

### Jeunesse
L'Wren Scott est adoptée par Ivan et Lula Bambrough, des mormons, qui l'élèvent à Roy, dans l'Utah et la baptisent du nom de Luann Bambrough. Elle atteint rapidement une grande taille, mesurant 1,83 m (6′ 0″) dès l'âge de douze ans, pour atteindre 1,93 m (6′ 4″) à l'âge adulte.

### Carrière
Le photographe Bruce Weber la repère lors d'une séance de photos pour la ligne de sous-vêtements de la marque Calvin Klein, et lui suggère de quitter l'Utah pour étudier à Paris, puis de poursuivre une carrière en tant que modèle. À Paris, elle travaille pour Thierry Mugler, pour la marque Chanel et est modèle pour des photographes de renom comme Guy Bourdin, David Bailey ou Jean-Paul Goude.

#### Styliste
Scott s'installe comme styliste en Californie au début des années 1990 et collabore avec le photographe Herb Ritts, et puis avec Helmut Newton, Karl Lagerfeld et Mario Sorrenti. Une de ses premières missions est une campagne de publicité pour le parfum White Diamonds (it) d'Elizabeth Taylor. Elle devient rapidement une célébrité très influente dans la sphère du stylisme.
En 2009, elle assiste Madonna dans une séance photo avec le modèle Jesus Luz (en) pour le magazine W et, en 2011, Scott habille l'actrice Julia Roberts dans une séance pour le même magazine, aux côtés de Tom Hanks.
Scott conçoit également les costumes de films tels que Diabolique (le remake de 1996 des Diaboliques de Clouzot), Ocean's Thirteen, Eyes Wide Shut, ou encore en 2008 Shine a Light, le documentaire de Martin Scorsese sur les Rolling Stones, où apparaît évidemment leur chanteur, Mick Jagger, avec qui elle a une relation depuis 2001.

### Créatrice
La première collection de Scott en tant que créatrice de vêtements est Little Black Dress (Petite robe noire), lancée en 2006, qui présentait une série de robes noires dont la désormais célèbre robe Headmistress portée par Madonna. Sarah Jessica Parker, Angelina Jolie, Nicole Kidman, Penélope Cruz et Amy Adams ont toutes porté les robes de Scott à la cérémonie des Oscars. Parmi d'autres célébrités qui ont porté ses créations de Scott figurent Michelle Obama, Carla Bruni-Sarkozy, Naomi Campbell, Reese Witherspoon, Christina Hendricks, Jennifer Lopez, Sandra Bullock et Uma Thurman.
En 2010, Scott collabore avec Lancôme pour concevoir une collection de la saison de Noël 2010, avec un rouge à lèvres portant sa signature, couleur bordeaux. Les prises de vue sont du photographe Mario Testino et le modèle vedette Daria Werbowy portait un costume conçu par Scott. Mai 2011 voit le lancement de la première collection de sacs à main de la créatrice. La ligne a été lancée chez Barneys New York. Scott collabore également avec la marque Banana Republic pour créer une collection exclusive de vêtements de vacances et de divers accessoires destinés à la clientèle féminine.
Elle annule en dernière minute son défilé du 16 février 2014 à la Fashion Week de Londres sous le motif de retard de production. Le 2 mars, aux Oscars 2014, aucune vedette ne porte une de ses créations. Sa société, LS Fashion Limited, dont le siège social est à Londres, était criblée de dettes (près de six millions de dollars pour l'exercice 2012).

### Mort
Le 17 mars 2014, L'Wren Scott envoie un SMS à son assistante Brittany Penebre, lui demandant de la rejoindre à 10 heures à son appartement new-yorkais au 200, 11e Avenue, à Chelsea (Manhattan). À son arrivée, Penebre découvre le corps de Scott. Aucun message, ni aucun signe d'acte malveillant ne sont trouvés. Un suicide par pendaison est rapidement envisagé,,. Le médecin légiste à New York, après l'autopsie, confirme : « Cause de la mort : pendaison, raison de la mort : suicide ». L'Wren Scott était âgée de 49 ans. Elle se serait suicidée ayant souffert de dépression et angoissée à la perspective que son entreprise de création de vêtements ne fasse faillite.
Le corps de L'Wren Scott est incinéré et ses cendres sont partagées entre sa famille et Mick Jagger, son compagnon de longue date. Une partie des cendres est ainsi déposée auprès de ses parents, Ivan and Lula Bambrough, à proximité du domicile familial de Ogden, en Utah, tandis que l'autre moitié est enterrée à Los Angeles.